# 杜拜世界
杜拜世界為杜拜三大國家投資機構之一，成立於2006年7月2日，全球超過30個國家擁有49個碼頭及近3萬名員工，投資項目包括港口、房地產等。
其公司开发的地产项目，包括棕榈岛。

## 债务危机
2009年11月25日晚，杜拜世界宣佈提出延長償債期限的要求，將有關債務（約600億美元）押後半年償還，牽連的債權人包括匯豐銀行及渣打銀行等。匯豐股價在27日大跌7%。除此之外，更拖累環球股市下跌，香港恒生指數是亞太區跌勢最多之一，27日當天急挫近4.84%，為13個月單日最大跌幅。而日經平均指數則下跌3.216%，僅次於香港恒生指數。迪拜世界是在为期四天的周末假期之前宣布这一惊人消息的。假期結束后即2009年11月30日迪拜股市暴跌了7.2%，这是过去一年来最大的跌幅。阿布扎比股市更是大幅下滑了8.2%，下跌幅度是2006年5月以来最大的。
迪拜政府表示对迪拜世界公司的债务不承担任何责任，打碎了人们对阿联酋当局可能担保迪拜世界债务的希望，也更增添了市场的不确定性。面对这种形势，阿联酋中央银行2009年11月29日宣布，将为国内的小型银行提供额外的流动性。阿布扎比也同意帮助迪拜解决当前的经济问题，但是具体作法将以个案处理。

## 投資項目
- Nakheel Properties：房地產公司，包括棕櫚群島、杜拜濱水城區、世界群島和宇宙群島。